# Eva Rapdiva
Eva Cruzeiro, conhecida pelo nome artístico Eva Rapdiva (Portugal, 7 de outubro de 1988), é uma rapper luso-angolana. Premiada nos Angola HipHop Awards de 2014, também nomeada na edição de 2019 dos Prémios AFRIMA (All African Muzik Magazine Awards). É presentemente, também, deputada pelo Partido Socialista e pelo distrito eleitoral de Lisboa, na Assembleia da República Portuguesa.

## Biografia
Eva Cruzeiro - que adotou o nome artístico de Eva Rapdiva, sendo também conhecida como Rainha Ginga do Rap - , nasceu em Portugal, no dia 7 de outubro de 1988. 
Cresceu no concelho do Seixal, na Arrentela.  Com apenas 8 anos, começa a ouvir rap com o primo. Aos 12, muda-se para a outra margem do Tejo e vai estudar numa escola da Amadora onde existiam várias rodas de freestyle e vários MC, começando a improvisar rimas e a rappar. 
Torna-se conhecia do público, quando em 2006, uma sessão de improvisação gravada na casa de Sam The Kid, é colocada na internet. 
Em 2009, vai morar para o Lobito, em Angola e dois anos mais tarde parte para Luanda.  Lá lança o seu primeiro disco, intitulado A Rainha do Ginga Rap, sendo eleita, nos Hip Hop Awards a melhor rapper angolana. 

## Prémios e Reconhecimento
Em 2017, ganhou 3 prémios de Melhor Rapper Feminina do Ano e os de Melhor Música do Ano e Melhor Verso, com o tema "Um Assobio Meu", nos Angola Hip Hop Awards. No mesmo ano, foi também distinguida com os galardões de Melhor Colaboração do Ano e Melhor Vídeo do Ano com o tema "Final Feliz". 
No ano seguinte, em 2018, foi distinguida em Angola com o Prémio de Artista do Ano. 
Foi a única artista feminina angolana a ser nomeada para os All African Muzik Magazine Awards de 2019.

## Discografia Selecionada
Entre a sua discografia encontram-se: 
- 2013 - Rainha Ginga Do Rap [7]

- 2017 - Eva [15]
- 2022 - Lisboa Que Amanhece [16]
- 2022 - Tudo de Novo [17]

## Formação
Eva Cruzeiro é licenciada em Ciência Política e Relações Internacionais e possui uma pós-graduação em Gestão Financeira e Direitos Humanos.

## Política
Eva Cruzeiro foi candidata, pelo PS, às eleições legislativas portuguesas de 2025, pelo círculo eleitoral de Lisboa, no 8.ª lugar da lista candidata do PS a esse mesmo círculo eleitoral, um lugar habitualmente elegível para aquele partido no distrito de Lisboa e tendo sido de facto eleita. 

## Ligações Externas
- Youtube | Eva Rapdiva tema Um Assobio Meu
- Kano Kortado TV | 2 Contra 1: Eva RapDiva
- Sapo Angola | O lado B de Eva Rapdiva (2014)
- RTP África | Conversas ao Sul: Eva RapDiva (2017)